# Mohamed Kabech
Mohamed Kabech, né en 1983 à Tunis, est un boxeur professionnel tunisien.

## Carrière
Boxant dans la catégorie lourds-légers (moins de 90 kg), Kabech s'est illustré dans les rangs amateurs en remportant la médaille d'or aux Jeux de la Francophonie, organisés à Niamey en 2005, dans la catégorie super-lourds.
Il est désormais installé en France et s'entraîne aux côtés de Cédric Kalonji au Lille Métropole Boxing Club des Flandres sous la direction de Djoudi Salhi.